# 林基逵
林基逵（1869年—1912年2月12日），字仲宾。山東省文登縣城东关人，清末官员，同進士出身。
林基逵幼年丧父，随兄少伯读书。二十岁中秀才。光绪二十三年（1897年）登乡榜，三十年（1904年）成进士。分發知縣任用。历任浙江宣平、归安县知县。因屡次建言得罪上司被革。此后环游南方各省，接受革命思想。 
宣统三年底（1912年1月18日）夜，林基逵会同丛琯珠等革命党人，赶走文登知县，成立文登县临时军政府，被推为临时审判厅长。2月7日，敌军围攻县城，林基逵带着大侄林钧宝出城劝敌，中途被“乡兵”抓捕。2月12日夜，与林钧宝、林钧实、丛琦珠、丛环珠等21人在城东北濠树林中被处决。